# 小行星11423
小行星11423（11423 Cronin）是一颗绕太阳运转的小行星，为主小行星带小行星。该小行星于1999年6月9日发现。

## 轨道参数
小行星11423的轨道半长轴为2.5218864 UA，离心率为0.118。